# Jakob Sonderegger
Jakob Sonderegger (1838 - 1905), was een Zwitsers politicus.
Jakob Sonderegger was een partijloos politicus uit het kanton Appenzell Ausserrhoden. Hij was lid van de Regeringsraad van het kanton Appenzell Ausserrhoden.
Jakob Sonderegger was van 1892 tot 1895 Regierend Landammann (dat wil zeggen regeringsleider) van Appenzell Ausserrhoden.

## Trivia
- Hij behoorde tot de protestantse tak van het geslacht Sonderegger.